# 毗建陀跋摩三世
毗建陀跋摩三世（即釋利毗建陀跋摩，占名：Çri Vikrantavarman），占婆第五王朝（當時稱「環王國」）第五位君主，亦為該王朝的末代之王。

## 生平及治國
釋利毗建陀跋摩是占婆第五王朝第四位君主訶梨跋摩一世（Harivarman I）的兒子。占婆碑誌「衙莊浦那竭羅碑」記載他年少時，曾獲父王委任為賓童龍鎮使。及至其父去世，釋利毗建陀跋摩遂接任王位。其在位期間的舉措，據「寧順之Glai Klong Anöh碑」及「衙莊之浦那竭羅碑」等碑誌資料顯示，僅知道他曾數次興建神祠。
毗建陀跋摩三世死時並無嗣子。據「東陽碑」所載，他「指定落悉密因陀羅（Laksmindra Bhumiçvara Gramasvamin）繼承王位，國中諸長迎之占婆」。毗建陀跋摩三世之死，代表第五王朝告終。